# Ахмед, Эхласуддин
Эхласуддин Ахмед (бенг. এখলাসউদ্দিন আহমদ, 16 декабря 1940, 24 парганы, Британская Индия — 24 декабря 2014, Дакка) — бангладешский детский писатель. В 2000 году он был награждён Экушей Падак, одной из высших гражданских наград Бангладеш.

## Биография
Ахмед родился в 1940 году в 24 округе Парганас провинции Западная Бенгалия. Ахмед также был журналистом, работая на газету Daily Janakantha. Среди полученных им наград — «Детская литературная премия Кабира Чоудхури» Академии Бангла (2004 год), Детская литературная премия Уро (2007 год), Литературная премия Алаола и Премия Академии Шишу.
Ахмед умер в больнице Square в Дакке 24 декабря 2014 года.